# Jean Conrath
Pour les articles homonymes, voir Conrath.
Jean-Marie Conrath  (né le 11 avril 1952 à Strasbourg) est un athlète français, spécialiste des courses de fond.

## Palmarès
- 7 sélections en équipe de France A
- Il a participé aux Jeux olympiques de 1976, à Montréal où il termine 5e de sa série du 5 000 mètres en 13 min 34 s 39 mais ne se qualifie pas pour la finale.

Championnats de France Élite :

- - 3e du Championnat de France de cross-country en 1975 à Chartres
- - Champion de France du 5 000 mètres en 1976 (13 min 35 s 3)
- - Champion de France du 5 000 mètres en 1978 (13 min 45 s 3)
- - 2e des Championnats de France d'athlétisme 1979 du 5 000 mètres (13 min 42 s 0)

## Records
| Épreuve  | Performance       | Lieu | Date |
| -------- | ----------------- | ---- | ---- |
| 1 000 m  | 2 min 23 s 3      |      | 1974 |
| 1 500 m  | 3 min 41 s 5      |      | 1976 |
| 5 000 m  | 13 min 33 s 8     |      | 1976 |
| 10 000 m | 28 min 41 s 2     |      | 1979 |
| 20 000 m | 1 h 01 min 56 s 7 |      | 1978 |